# Хрватизација
Хрватизација или похрваћивање је појам којим се означавају асимилациони процеси превођења појединаца или групација из њиховог матичног етничког корпуса у хрватски етнички, односно национални корпус. Током историје, похрваћивање је вршено у неколико основних видова, путем културолошке асимилације, односно акултурације, путем социјалне и политичке асимилације, као и путем верске конверзије у облику покатоличавања или унијаћења. У појединим историјским периодима хрватизација је спровођена уз употребу принудних и насилних метода, које су попримиле екстремне размере током Другог свјетског рата (1941-1945), за време постојања Независне Државе Хрватске која је спроводила политику систематске хрватизације, масовног протеривања и геноцидног уништавања српског народа.
Процес хрватизације је такође био усмерен против Буњаваца и Шокаца, босанско-херцеговачких муслимана, далматинских и истарских Италијана, као и припадника неких других етничких заједница. И поред права сваког појединца да се о својој националној припадности изјасни по личном опредељењу, присталице хрватизације нпр. Буњевце третирају искључиво као "буњевачке Хрвате" или "хрватске Буњевце" чиме аутоматски оспоравају њихово уставно право на самобитност и очување националног идентитета.

## Хрватизација Срба у Хрватској
Током историје, хрватизација православних Срба је била уско повезана са разним облицима верске асимилације, а првенствено са појавом унијаћења, односно покатоличавања. Ови процеси су доводили до одвајања поунијаћених, односно покатоличених Срба од њихове првобитне верске заједнице - Српске православне цркве, што је за последицу имало не само верску конверзију, већ и постепену акултурацију, а потом и потпуну асимилацију у нову заједницу, предвођену хрватским свештенством.
Један од главних инструмената за спровођење не само верске, већ и етничке конверзије Срба била је унијатска Крижевачка бискупија у Хрватској. Међутим, интензиван рад на унијаћењу православних Срба запчет је знатно пре формалног оснивања поменуте бискупије. За време учесталих миграција током 16. и 17. века, поједине групе српских досељеника су биле подвргаване убрзаној верској конверзији и акултурацији, што је у пракси доводило до прихватања новог идентитета под утицајем хрватског свештенства. Ова појава је била посебно изражена међу Србима који су били настањени на поседима хрватских великаша у банској Хрватској, а исти процес је захватио и поједина крајишка подручја, о чему сведочи познати пример акултурације жумберачких Срба.
У раздобљу од 16. до 18. века, знатан број српских села са неколико хиљада житеља у области Жумберка поунијаћен је од стране хрватског свештенства, првенствено уз употребу разних притисака и других средстава принуде од стране државних и војних власти. Процес хрватизације жумберачких Срба био је спроведен темељито, тако да су се током 19. и 20. века поједини Жумберчани српског порекла на посебан начин истицали ватреном припадношћу хрватском националном корпусу, о чему на сликовит начин сведочи и потоњи пример унијатског крижевачког бискупа Јанка Шимрака.
Слични процеси верске и националне конверзије су били забележени и међу Србима у Далмацији, где се организовано унијаћење појавило 1832. године углавном у насељима Кричке, Баљци и Врлика. Такве појаве су доводиле до знатних сукоба, тако да унијаћење и однарођавање није заживело. По правилу, привремени унијати су се већим делом враћали у православну веру и српску заједницу, а мањим делом су преласком у римокатолике и потом би се већ у првој или другој генерацији изјашњавали као Хрвати.
У другој половини 19. века, главни идеолог и заговорник потпуне хрватизације Срба у Хрватској био је Анте Старчевић (1823-1896), оснивач хрватске Странке права. Његовим публицистичким радовима и јавним позивима "грко-источњацима" (како је називао Србе) да прихвате пројекат "хрватске политичке нације" и тиме постану Хрвати, постављени су темељи за идеолошку и политичку изградњу организованог система хрватизације Срба, уз употребу свих средстава. Теорију о постојању "хрватске политичке нације" и непризнавању других народности у Хрватској, а на првом месту српске, прихватиле су и друге хрватске политичке групације, тако да је поменута теорија постала главно политичко средство хрватизације. Последице такве идеологије показале су се у 20. веку.
Као главни инструмент за спровођење унијаћења и похрваћивања, гркокатоличка Крижевачка епархија је и током савремене историје одиграла значајну улогу у превођењу православних Срба у католицизам и њиховом укључивању у хрватски национални корпус. Ова делатност је попримила екстремне и злочиначке размере за време Другог светског рата (1941-1945), када је управа Крижевачке епархије активно саучествовала у принудном и насилном покатоличавању православних Срба, које је спровођено на целокупном подручју такозване Независне Државе Хрватске. У томе се посебно истакао клерофашиста Јанко Шимрак, гркокатолички крижевачки бискуп, који је почевши од 1941. године, заједно са загребачким надбискупом Алојзијем Степинцем учествовао у раду посебног одбора за спровођење покатоличавања.
За време постојања социјалистичке Југославије, хрватизација се испољавала првенствено у области културног живота. Срби у Хрватској су били изложени процесу тихе акултурације, првенствено у великим градовима, док је ова појава била знатно мање изражена на крајишким подручјима у унутрашњости. Већ од седамдесетих година 20. века постојала је тенденција постепеног удаљавања од општег стандарда у српскохрватском језику у виду све израженијег залагања за употребу "чисте" хрватске језичке норме. Све интензивнија лингвистичка хрватизација, наметана преко јавних гласила и масовних медија, знатно је утицала и на језик урбаних Срба у Хрватској.
Након политичких промена у Хрватској (1990) и доласка на власт националистичке Хрватске демократске заједнице, положај Срба у овој још увек југословенској републици је почео нагло да се погоршава. Променом устава Хрватске, Србима је одузет дотадашњи статус конститутивног народа, чиме су сведени на мањину. На свеопшту хрватизацију политичког и друштвеног живота Срби су одговорили стварањем својих аутономних области које су се крајем 1991. године ујединиле у Републику Српску Крајину. Након њеног слома (1995) и протеривања велике већине Срба, на окупираном подручју Крајине је започео процес интензивне хрватизације, који траје до данашњих дана.
У Републици Хрватској се процес хрватизације Срба спроводи на разним нивоима друштвеног живота. Тако је 2011. године забиљежен случају Предрага Арсеновића, Србина из Јаловика код Шапца у Мачви, кога су власти Републике Хрватске посмртно регистровале као Хрвата. Случај је открио његов син Саша Арсеновић када је вадио извод из матичне књиге рођених. Према наводима Миодрага Линте, председника Коалиције удружења избјеглих Срба, у Хрватској је било мијењања националне припадности у матичним књигама. Директор Документационо-информативног центра „Веритас“ Саво Штрбац истиче да процес хрватизације Срба и даље најизраженији у урбаним срединама. Овакви случајеви су најбројнији у Задру и Госпићу, гдје се српска деца уз одобрење родитеља прво покатоличавају, а затим и уписују као Хрвати. Ови случајеви су узроковани тешким положајем Срба који се налазе у положају грађана другог реда. Свештеник Српске православне цркве у Задру, прота Миленко Поповић указао је на већи број случајева у којима су Срби у Задру од њега тражили потврду да су крштени, са којом су потом одлазили код римокатоличких свештеника.

## Хрватизација на просторима Србије
Током историје, хрватизација је на просторима данашње Србије била присутна првенствено на северним подручјима (Војводина, односно Срем, Банат и Бачка), као и на појединим подручјима Косова и Метохије (Јањево).

### Хрватизација у Војводини
На просторима данашње Војводине, хрватизација је током историје била усмерена према Србима у Срему, према Буњевцима и Шокцима у Бачкој и Барањи, као и према Крашованима у Банату. Према пописним подацима из 1851, на територији Војводства Србије и Тамишког Баната живело је 62.936 Буњеваца и Шокца, као и 2.860 Хрвата. Међутим, већ током 19. века, у склопу расправе о националној припадости Буњеваца и Шокаца, уобличене су тезе о њиховој наводној припадности хрватском националном корпусу. Ова теза је потенцирана и у раздобљу између два светска рата, а нарочито у време стварања Бановине Хрватске (1939) када су истакнути захтеви да се Барања и делови Бачке укључе у састав Хрватске, до чега није дошло.18-20
Систематска хрватизација ових аутентичних заједница у Војводини започела је након завршетка Другог свеског рата и успостављања комунистичког режима у Југославији. Након ослобођења, нове власти су уредбом од 14. маја 1945. године наредиле да се припадници Буњевачке и Шокачке етничке групе бришу из евиденције народности Војводине и категоризују као Хрвати. У исто време, представници новостворене федералне јединице Хрватске су у комисији за административно разграничење обновили захтеве да се Барања и знатни делови Бачке укључе у састав Хрватске, у чему су делимично успели (у случају Барање). Иако је Бачка остала у саставу Војводине, односно Србије, комунистичке власти су наставиле да спроводе хрватизацију Буњеваца и Шокаца.
Највећи број Буњеваца живи у селима у околини Суботице: Биково, Горњи Таванкут, Доњи Таванкут, Ђурђин, Мала Босна и Стари Жедник. Шокци углавном живе у насељима у околини Сомбора: Сонта, Апатин, Бачки Брег и Бачки Моноштор.. Тек након пада комунистичког режима у Војводини (1988-1990), овим заједницама је омогућено да се слободно развијају. Према попису из 2002. године у Војводини је било 56.546 становника који су се изјаснили као Буњевци или Шокци.
Хрватизација је захватила и становништво у сремским селима Хртковци и Никинци, које води порекло од римокатоличких Албанаца (Клименти) досељених 1737. године заједно са Србима током Друге велике сеобе Срба. Првобитно су говорили албанским, а потом и српским језиком, да би почетком 20. века, после Свехрватског католичког конгреса (1900) под притиском римокатоличког свештенства почели да се изјашњавају као Хрвати.

### Хрватизација на Косову и Метохији
Хрватизација је захватила чак и поједине скупине становништва на подручју Косова и Метохије. У склопу политике прозелитизма, римокатоличким Јањевцима је наметнут хрватски национални идентитет. Кључну улогу у хрватизацији Јањеваца одиграли су римокатолички мисионари и свештеници.

## Хрватизација на просторима Црне Горе
Хрватизација је на просторима данашње Црне Горе била заснована на теорији о постојању такозване "Црвене Хрватске" која би наводно обухватала највећи део Црне Горе, са Боком Которском, као и највећи део Херцеговине, са приморјем до реке Неретве. Највећи поборник ове теорије, а уједно и хрватизације у Црној Гори, био је Савић Марковић Штедимлија.

## Хрватизација римокатоличког становништва у Босни и Херцеговини
Непосредно након успостављања аустроугарске власти у Босни и Херцеговини (1878) започео је процес интензивне хрватизације босанско-херцеговачких римокатолика, међу којима је до тада преовлађивало регионално поимање идентитета, чији су традиционални носиоци били босански Фрањевци. Главни инструмент хрватизације била је новостворена Врхбосанска надбискупија на челу са надбискупом Јосипом Штадлером (1881-1918) који је био један од главних заговорника анексије Босне и Херцеговине и административног обједињавања ових области са Хрватском и Славонијом, односно Далмацијом ради стварања Велике Хрватске под жезлом хабзбуршке династије.

## Хрватизација Словенаца
Екстремни хрватски националисти су у склопу негирања националне самобитности словеначког народа развили тезу по којој Словенци нису посебна нација, већ представљају наводне "Алпске Хрвате". Рани облици хрватизације појединих група словеначког становништва забележени су већ током 18. и 19. века, када је над словеначким досељеницима из Крањске, који су се населили у појединим местима у Лици, извршена асимилација путем њиховог превођења у хрватски национални корпус. Слични процеси су се одвијали у појединим местима у Истри и Међумурју. Теза о Словенцима као "Алпским Хрватима" снажно је потенцирана од стране усташког покрета.

## Хрватизација Славоније
Крајем 6. и почетком 7. века, на подручје дотадашње римске провинције Паноније Савије (лат. Pannonia Savia) доселило се становништво које је припадало посебној групи Панонских Словена. Управо по овом становништву, читава област је добила своје ново, словенско име, које се у средњовековним латинским изворима најчешће јављало у облику Sclavonia или Slavonia (дословно: Славонија). Током читавог средњовековног и раног нововековног раздобља, тадашња Славонија се према западу простирала све до реке Сутле, а њен западни део се називао Горња Славонија (лат. Sclavonia superior), обухватајући простор од Сутле до Илове, док се преостали део од реке Илове према истоку називао Доња Славонија (лат. Sclavonia inferior). Тек након Бечког рата (1683-1699), појам Славоније је постепено сужаван на дотадашњу Доњу Славонију, која је сачувала славонско обласно име, док је некадашња Горња Славонија преименована у Северну Хрватску. Тиме је започео процес хрватизације становништва дотадашње Горње Славоније, а исти процес се током 18. и 19. века проширио и према просторима Доње Славоније.
Настојећи да оправда и поспеши овај процес, хрватска национална историографија је током 19. века уобличила тезу о наводном "хрватству" средњовековног становништва Славоније, тако да је раносредњовековна Посавска кнежевина у делима хрватских историчара прозвана "Посавском Хрватском", уз негирање етничке посебности средњовековних Славонаца, који су били потомци јужног дела Панонских Словена. Тек крајем 20. и почетком 21. века, хрватска историографија се у пуној мери суочила са научним резултатима страних истраживача, како европских, тако и америчких, што је довело до постепеног напуштања дотадашњих теза, а потом и до појаве хрватских историографских радова у којима се признаје етничка посебност старог славонског становништва. Сходно томе, део хрватске научне историографије је заузео критички став према даљим покушајима подвођења средњовековне Славоније под појам Хрватске и средњовековних Славонаца под Хрвате.

## Хрватизација Италијана у Истри и Далмацији
Непосредно по завршетку Другог светског рата, када су социјалистичкој Југославији прикључене дотадашње италијанске области на источној обали Јадрана (Задар, Ријека и Истра), започео је период прогона и репресије над етничким Италијанима у поменутим областима, које су прикључене југословенској федералној јединици Хрватској. Услед комунистичког терора, велики део италијанске заједнице је био принуђен да емигрира у Италију, а преостали Италијани у Хрватској су били изложени систематској хрватизацији.

## Хрватизација Албанаца у Далмацији
Током раздобља млетачке власти, у време честих миграција на источнојадранским просторима, поједине скупине етничких Албанаца су се досељавале у Млетачку Далмацију. Једно од највећих досељавања остварено је у периоду од 1723. до 1759. године, када се неколико скупина римокатоличких Албанаца из околине Скадра постепено населио у околину Задра, односно у данашња села Ерико, Арбанаси, Земуник Доњи, Земуник Горњи, Драчевац, Црно, Плоча, идр. Временом су се све ове породице похрватиле и данас се изјашњавају као Хрвати, а међу њима се развио Арбанаски-Шестински језик који представља мешавину гега наречја, хрватског и италијанског језика. Међу похрваћеним Албанцима из околине Задра је и Александар Стипчевић.

## Познате добровољно похрваћене особе
- Аугуст Шеноа (нем. August Schönoа) (1838—1881), хрватски писац немачког порекла.
- Иван Зајц (1832—1914), хрватски композитор и диригент чешког порекла.
- Ватрослав Лисински, рођен као Игнац Фукс (Ignaz Fuchs) (1819—1854), хрватски композитор немачко-јеврејског порекла.
- Анте Старчевић (1823—1896), хрватски политичар, књижевник, оснивач хрватске Странке права, отац хрватског национализма и идеолошки вођа Усташког покрета, српског порекла.
- Јосип Франк, рођен као Јозуа Франк (Joshua Frank), хрватски политичар јеврејског порекла.
- Славољуб Пенкала (1871—1922), хрватски инжењер и проналазач пољско-холандског порекла.
- Лавослав Ружичка (1887—1976), хрватско-швајцарско-југословенски научник чешког порекла.
- Људевит Гај, рођен као Лудвиг Гај (Ludwig Gay) (1809—1872), хрватски лингвиста, политичар и вођа Илирског покрета, немачког порекла.
- Јосип Јурај Штросмајер, хрватски бискуп  и политичар немачког порекла.